# Nemuro

Nemuro (根室市 Nemuro-shi?) este un municipiu din Japonia, prefectura Hokkaidō.